# Японский сад
Японский сад (яп. 日本庭園 нихон тэйэн), также сад в японском стиле (яп. 和風庭園 вафу: тэйэн) — разновидность сада (частного парка), принципы организации которого были разработаны в Японии в VIII—XVIII веках.

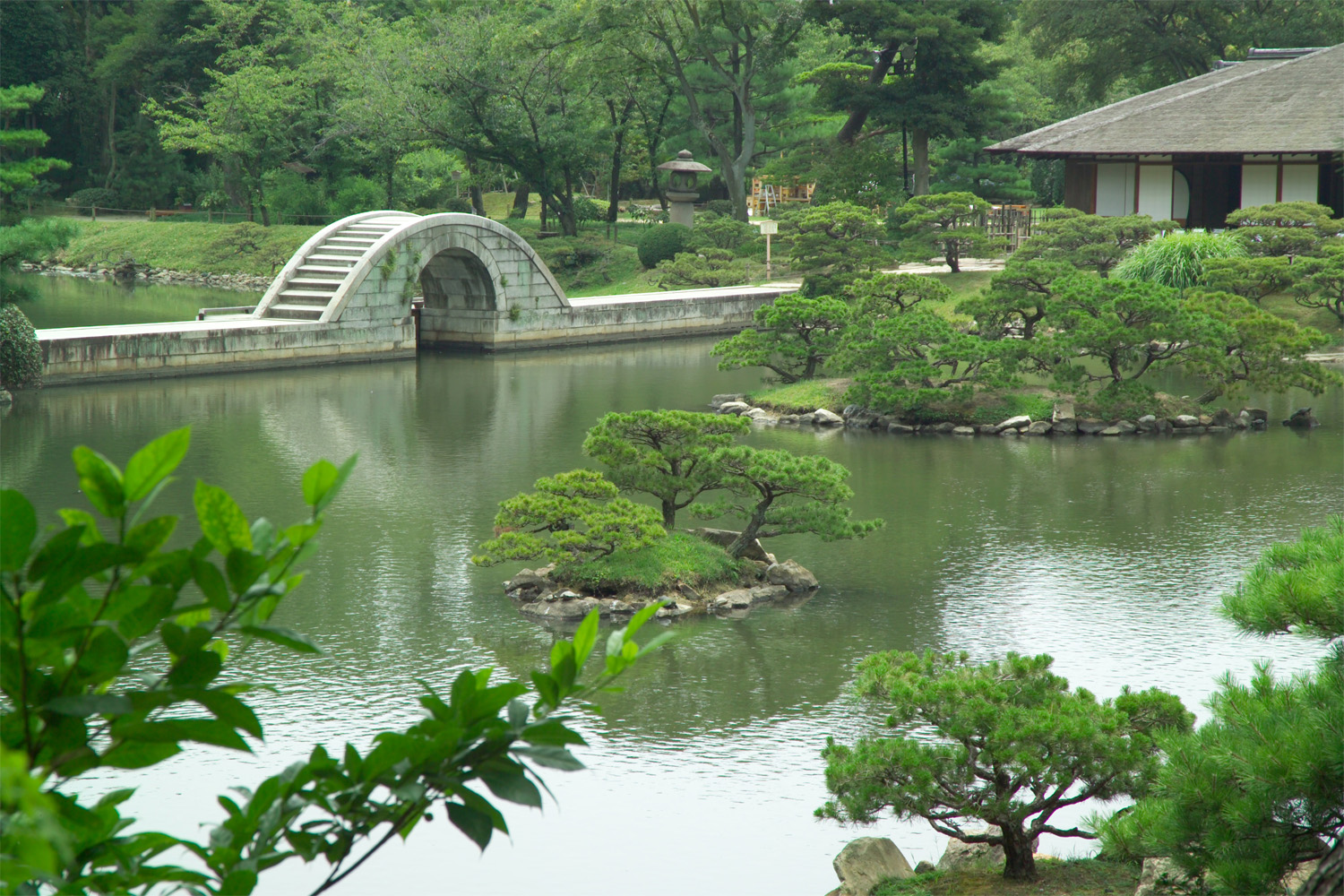
Сад Сюккэйэн в Хиросиме

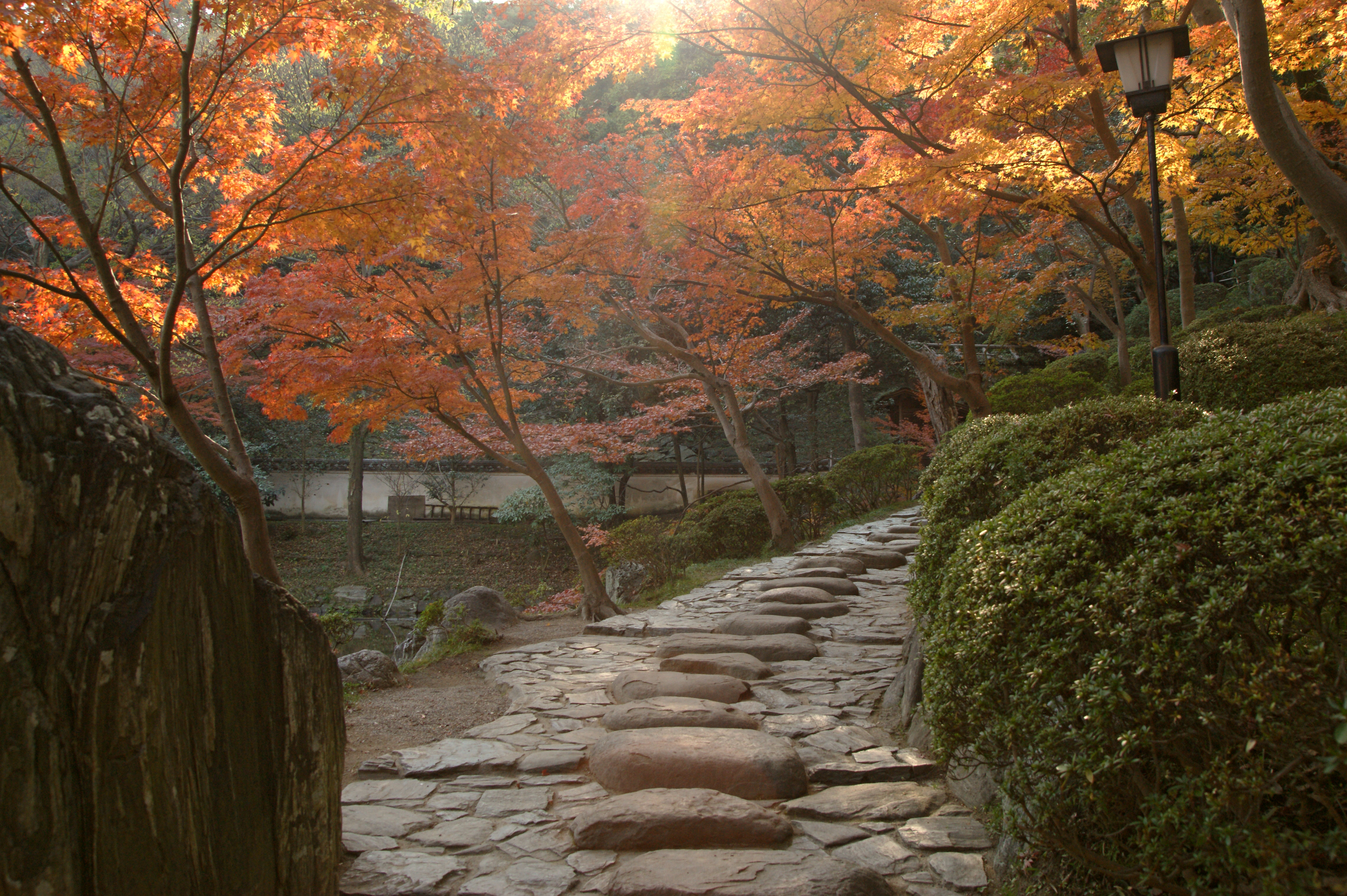
Сад замка Вакаяма

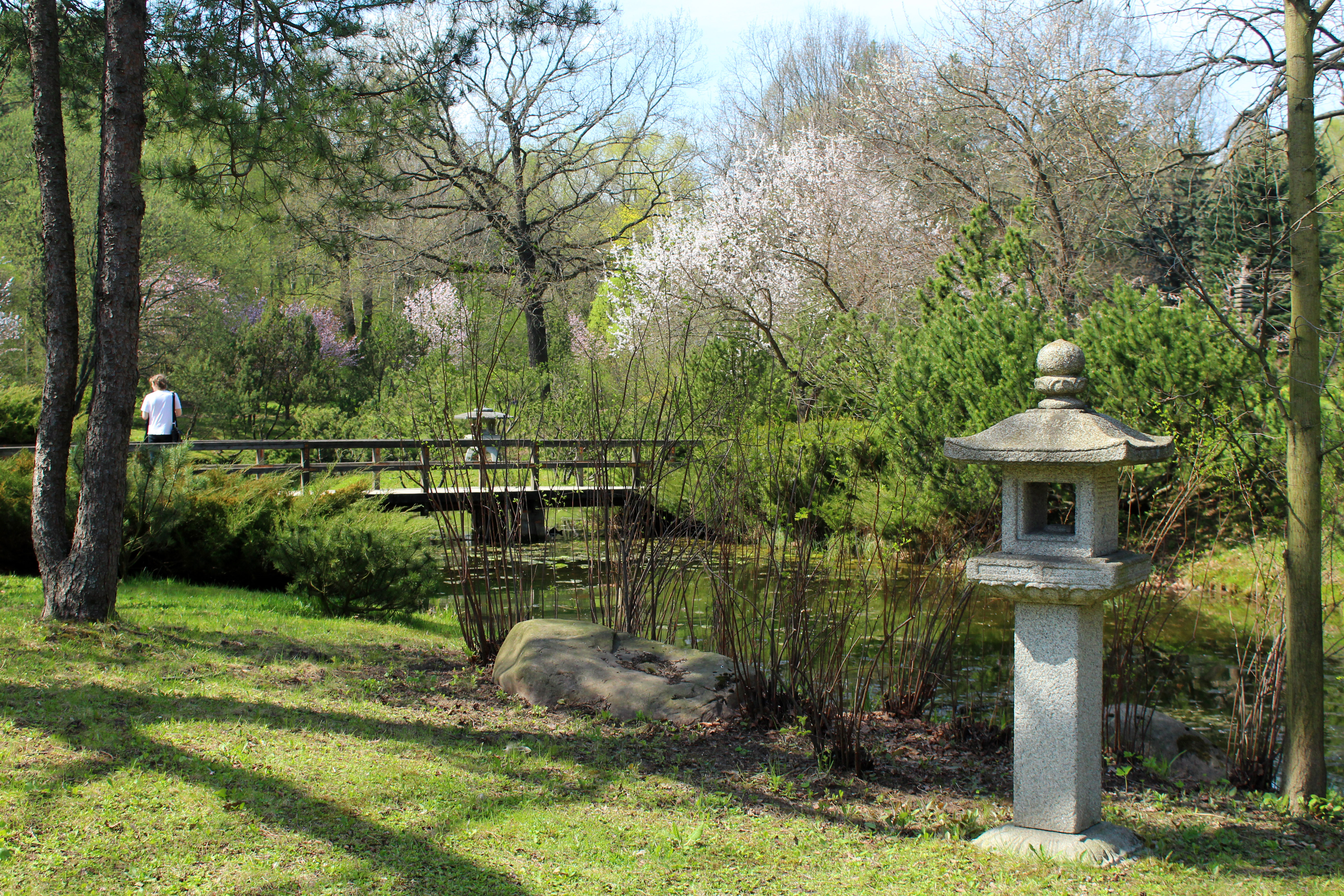
Сад на территории Главного ботанического сада имени Н. В. Цицина РАН

Начатая первыми храмовыми садами, основанными буддийскими монахами и паломниками, постепенно складывалась вся прекрасная и сложная система японского садового искусства.
В 794 году столица Японии была перенесена из Нары в Киото. Первые сады напоминали места для проведения праздников, игр и концертов под открытым небом. Садам этого периода присуща декоративность. В них высаживали множество цветущих деревьев (сливу, вишню), азалии, а также вьющееся растение глицинию.
Однако в Японии есть и сады без зелени, созданные из камня и песка. По своему художественному замыслу они напоминают абстрактную живопись.
Японский сад символизирует совершенный мир земной природы, а иногда выступает олицетворением Вселенной. Характерными элементами его композиции являются искусственные горы и холмы, острова, ручьи и водопады, дорожки и участки песка или гравия, украшенные камнями необычных очертаний. Пейзаж сада формируется с помощью деревьев, кустарников, бамбука, злаков, красивоцветущих травянистых растений, а также мха. На территории сада могут также размещаться каменные фонари, беседки, чайные домики.
Формирование основ японского садоводства происходило под влиянием эволюции японской архитектуры, а также религиозно-философских представлений японской знати. Изначально сад был составной частью резиденций аристократов, но впоследствии был заимствован буддистскими монастырями и знатными самураями. С XIX века он получил распространение среди японских простолюдинов, став неотъемлемой частью многих частных домов. В XX веке сооружение садов в японском стиле стало популярным и за пределами Японии.
Тремя наиболее известными садами Японии традиционно считаются Кэнроку-эн (Канадзава), Кораку-эн (Окаяма) и Кайраку-эн (Мито).

## Японский сад: ландшафтный дизайн
В японском саду размещение композиционных единиц производится в соответствии с рельефом местности таким образом, чтобы они составляли единое целое. Система размещения элементов базируется на законах природы переложенных на законы гармонии, осознанные и выработанные в процессе длительного анализа природных и рукотворных аналогов (изначально китайских). Подход к размещению элементов зависит от цели создания сада: удовольствие от созерцания в статичном режиме, когда точки обзора находятся внутри и вне павильонов, из центра водной поверхности при катании на лодках или при движении вокруг водоема извилистым путем с часто сменяемыми яркими картинами. Трактовка причин выбора композиционного решения зачастую имела очень глубокие исторические корни, а приоритеты менялись в процессе смены эстетических предпочтений в разные эпохи и в процессе появления различных сословий.

## Исторические периоды
- С VI по VIII век называют периодом Нара. Этот период четко характеризуется явным отражением китайской культуры, так как садовое искусство только что было заимствовано из Китая[3].
- С IX по XII век — Хейанский период. Воздвигается новая столица Киото, но уже, естественно, с характерными особенностями и изменениями[3].
- С конца XIX по начало XX вв. — это период морибаны. Отражается влияние западной цивилизации[3]. Композиционная структура современных японских садов часто основывается на приёмах абстрактного искусства, поэтому в некоторых случаях сады правомерно отождествлять с живыми скульптурами. Поскольку используемые в таких садах композиции не встречаются в природе, но являются плодами человеческого воображения, они получили название «разумные ландшафты» (mindscapes)[4].

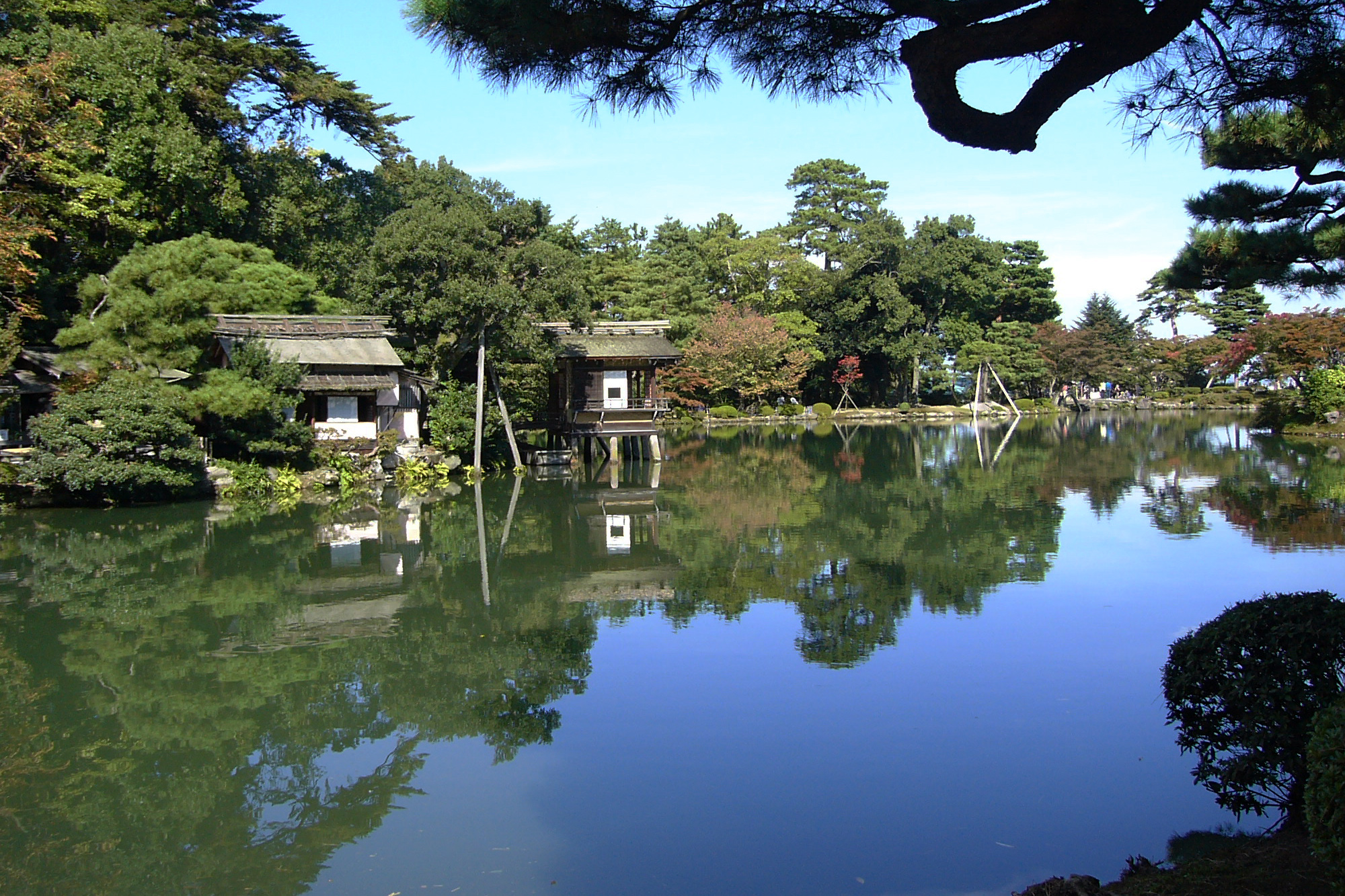
Кэнроку-эн
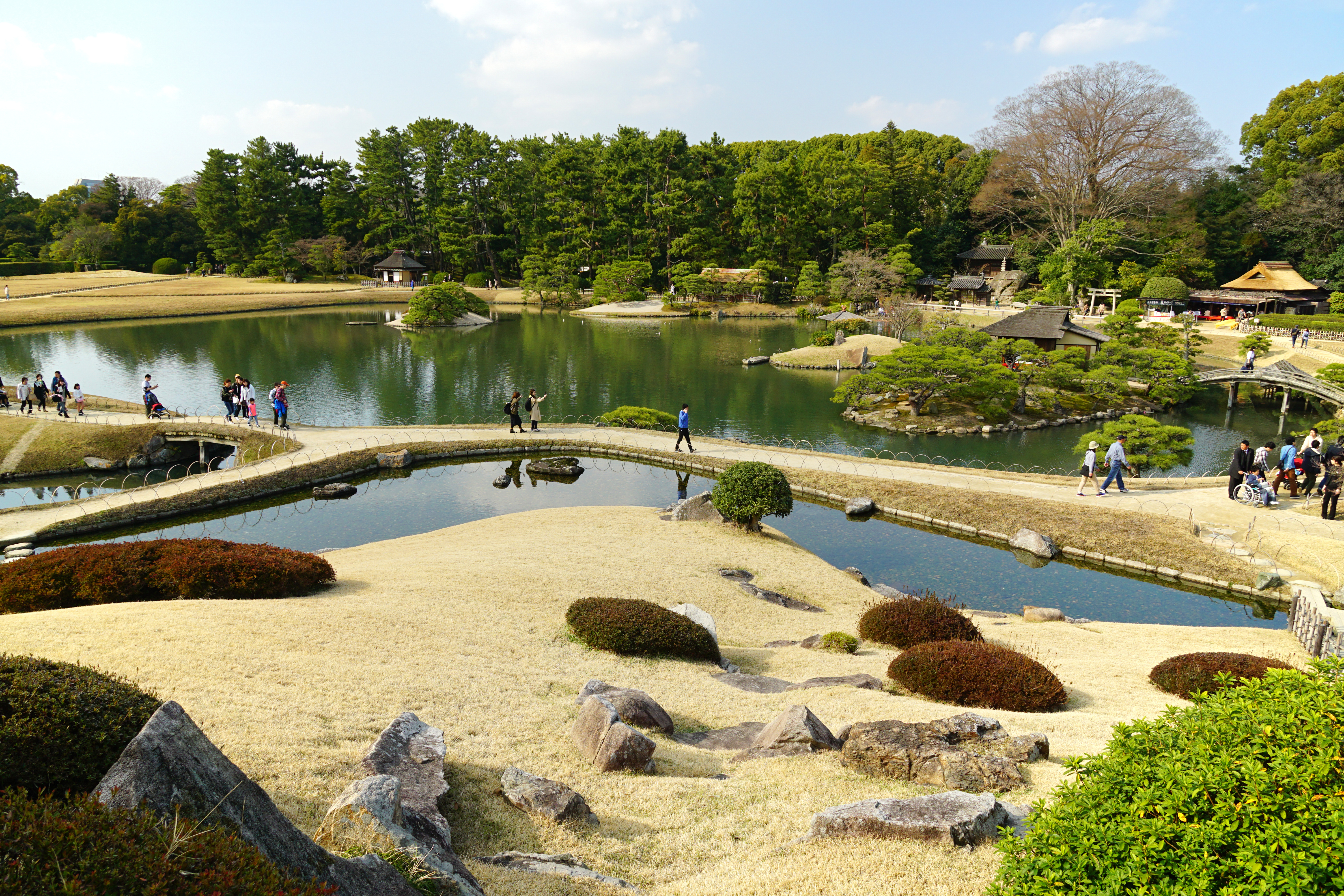
Кораку-эн
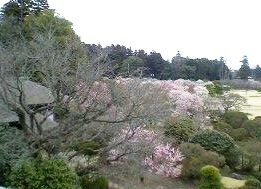
Кайраку-эн

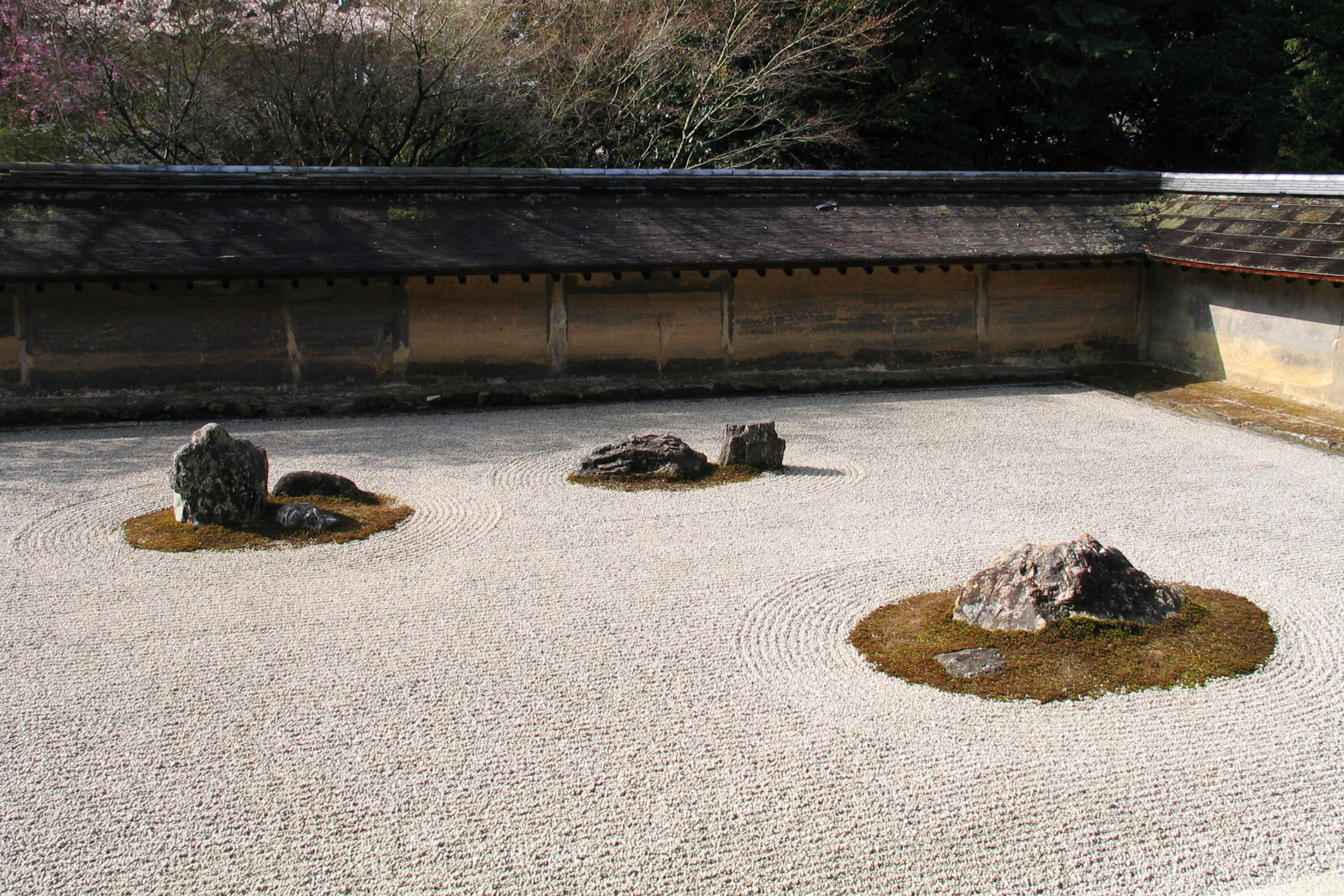
Сад Рёан-дзи
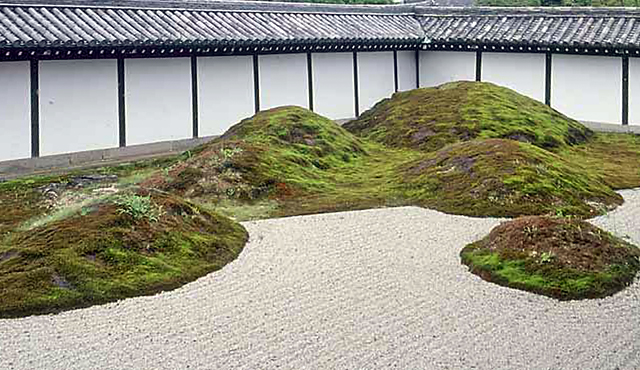
Сад Тофуку-дзи
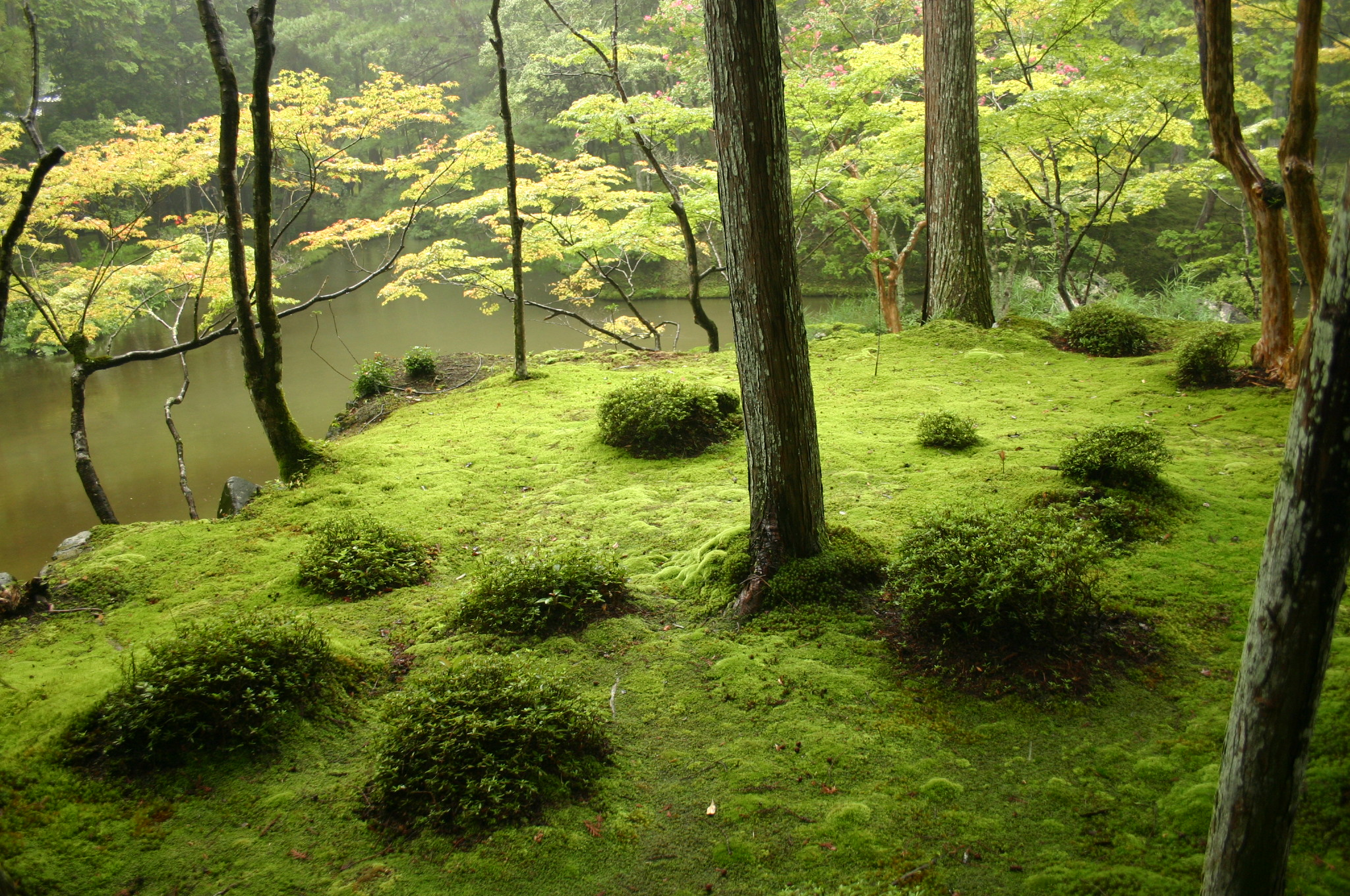
Сад Сайхо-дзи
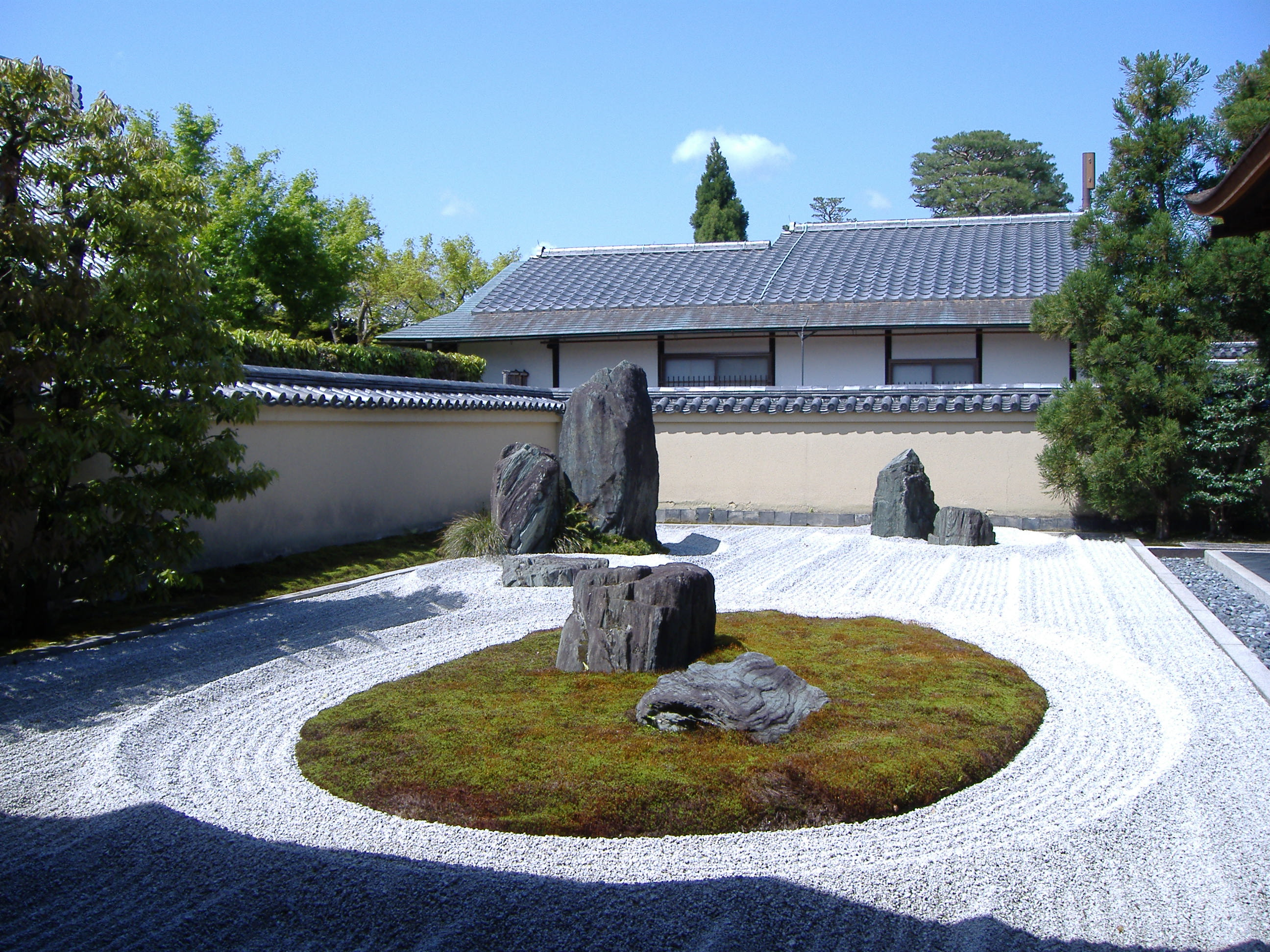
Сад Дайтоку-дзи